# Carabus slovtzovi
Carabus (Diocarabus) slovtzovi – gatunek chrząszcza z rodziny biegaczowatych i podrodziny Carabinae.

## Taksonomia
Gatunek ten został opisany w 1849 roku przez Carla Gustafa Mannerheima. Jego lokalizację typową określono jako "Dauria" na Syberii.

## Opis
Ciało długości od 13,5 do 17 mm. Wierzch ciała barwy zielonkawomosiężnej, rudomiedzianej, jaskrawozielonej lub ciemnomosiężnej; u ciemniejszych okazów z jaśniejszymi brzegami bocznymi pokryw i przedplecza. Dysk przedplecza gęsto i grubo punktowany, jednak niepomarszczony. Pokrywy o urzeźbieniu jednolitym, żeberkach słabo wyniesionych, silnie spłaszczonych. Po cztery międzyrzędy mieszczą się między sąsiednimi rzędami dołeczków, a międzyrzędy czterorzędowe są dobrze rozwinięte. Edeagus o wąskim i długim wierzchołku.

## Występowanie
Biegacz ten ograniczony jest w swym występowaniu do górskiej tundry, przy czym wykazuje kserofilność, trzymając się z dala od lodowców i wypływających z nich strumieni. Spotykany jest pod kamieniami. Aktywny za dnia.
Chrząszcz palearktyczny. Występuje w Mongolii oraz rosyjskich: Sajanie Wschodnim, Buriacji, Tuwie i górach Chamar-Daban. Jego zasięg zoogeograficzny określany jest jako obejmujący region ałtajsko-sajański i Zabajkale.

## Systematyka
Wyróżnia się trzy podgatunki tego biegacza:
- Carabus slovtzovi slovtzovi Mannerheim, 1849
- Carabus slovtzovi mugurensis Gottwald, 1993
- Carabus slovtzovi rasae Obydov, 2000